# Sílvia Rebelo
Sílvia Rebelo (Goveia, 20 de maio de 1989) é uma futebolista portuguesa que atua como zagueira.

## Carreira

### Clube
Sílvia Rebelo começou a jogar futebol em idade precoce. Iniciou sua carreira na Fundação Laura Santos em 2009. Apesar de ter mais de 50 internacionalizações em Portugal, Rebelo costumava trabalhar na lavanderia da Fundação Laura Santos enquanto jogava pela sua equipa na liga semiprofissional portuguesa . Ela costumava trabalhar oito horas por dia como lavandeira e treinar à noite. Rebelo também costumava treinar com a equipe masculina do CD Gouveia.. Em 31 de julho de 2016, Rebelo se mudou para o SC Braga . Em 2016, a Federação Portuguesa de Futebol nomeou Rebelo para o prémio "Jogadora do Ano". Em junho de 2018, Silvia mudou-se para a recém formada equipe do Futebol Feminino do Sport Lisboa e Benfica .
Rebelo representou Portugal no Campeonato da Europa Feminino de Sub-19 de 2007 e nos Estágios de Qualificação para o Campeonato da Europa Feminino de Sub-19 de 2008 . Em 23 de setembro de 2009, em uma partida de qualificação contra a Itália, ela estreou pela equipe sênior de Portugal. Em 31 de março de 2010, em uma vitória contra a Armênia, Sílvia marcou seu primeiro e único gol, até o momento, internacional. No dia 6 de julho de 2017, Rebelo foi chamada pelo treinador Francisco Neto para representar Portugal no UEFA Women's Euro 2017,foi a primeira vez que a equipe portuguesa chegou à fase final de um grande torneio internacional. Sílvia jogou todos os minutos dos três jogos disputados em Portugal no torneio, pois a sua equipe foi eliminada ainda na fase de grupos.

## Honras
Benfica
- Taça de Portugal : 2018-19